# CP 메리다
CP 메리다(스페인어: Club Polideportivo Mérida)는 스페인 엑스트레마두라주 바다호스도 메리다를 연고로 하는 축구단이다. 라리가에서 두 시즌(1995-96, 1997-98)을 보냈으며, 2000년에 경제적 부채로 인해 해체되었다. 이후의 후임 구단으로 메리다 UD가 창단되었다.

## 역대 감독
| 감독    | 임기 |
| ------- | ---- |
| 페페 멜 | 2000 |